# Zak Hardaker
Zak Hardaker (* 17. Oktober 1991 in Pontefract) ist ein englischer Rugby-League-Spieler. Er spielt in der Super League für die Leeds Rhinos. Mit ihnen gewann er 2011 und 2012 die Super League, 2014 und 2015 den Challenge Cup sowie 2012 die World Club Challenge.
Hardaker wurde 2014 und 2015 ins Super League Dream Team gewählt. 2015 gewann er zudem den Man of Steel Award.

## Karriere

### Featherstone Rovers
Hardakers Karriere begann bei Knottingley Rockware und den Featherstone Lions. Von letzteren wechselte er zum Zweitligisten Featherstone Rovers. 2010 hatte er sein Debüt gegen die Hunslet Hawks, in dem er einen Hattrick erzielte. In der gesamten Saison legte er 22 Versuche in 14 Spielen, unter anderem auch zwei im Finale, das die Rovers 22:23 gegen Halifax verloren. Nach Ende der Saison wurde er zusammen mit Gareth Moore zum Young Player of the Year gewählt.

### Leeds Rhinos
Im Oktober 2010 wechselte Hardaker für 60.000 £ zu den Leeds Rhinos. Er absolvierte zwei Freundschaftsspiele in der Vorbereitungsphase, bevor er aufgrund eines sogenannten „dual contract“ nach Featherstone zurückkehrte. Er absolvierte fünf Spiele für Featherstone, in denen er fünf Versuche legte.
Im März 2011 waren mit Ben Jones-Bishop und Lee Smith zwei Außendreiviertel von Leeds verletzt, weswegen er von ihnen zurückbeordert wurde. Sein Debüt war in Runde sechs gegen St Helens, in dem er einen Versuch legte. Er spielte während der regulären Saison nur unregelmäßig. Im Viertelfinale gegen die Huddersfield Giants erzielte er einen Hattrick und wurde zum Man of the Match gewählt. Im Grand Final, das Leeds 32:16 gegen St Helens gewann, legte Hardaker ebenfalls einen Versuch.
2012 wechselte er auf die Position des Schlussmanns, wo er ebenfalls sehr starke Leistungen zeigte. Er gewann mit Leeds das Super League Grand Final 26:18 gegen die Warrington Wolves und die World Club Challenge 26:12 gegen die Manly-Warringah Sea Eagles, wurde zum Super League Young Player of the Year gewählt und hatte sein Debüt für England.
Zu Beginn der Saison 2013 brach er sich während eines Spiels gegen Salford den Daumen, wodurch er nicht an der World Club Challenge 2013 teilnehmen konnte. Er war ursprünglich Teil des englischen Kaders für die Rugby-League-Weltmeisterschaft 2013, wurde allerdings später wegen eines nicht näher angegebenen Zwischenfalls aus dem Kader genommen.
2014 gewann er mit Leeds den Challenge Cup und wurde ins Super League Dream Team gewählt. 2015 gewann er erneut den Challenge Cup und wurde erneut ins Super League Dream Team gewählt, zudem gewann er den Man of Steel Award, womit seit 1998 erstmals wieder ein Spieler von Leeds die Auszeichnung gewann.

## Kontroversen
2014 musste Hardaker eine öffentliche Entschuldigung abgeben, nachdem er Warringtons Kapitän Michael Monaghan während eines Spiels mit homophoben Begriffen beleidigt hatte. Er wurde zusätzlich noch für fünf Spiele gesperrt und musste eine Strafe von 300 £ zahlen.
Im März 2015 wurden Hardaker und sein Teamkollege Elliot Minchella wegen eines angeblichen Angriffs (engl. „alleged assault“) auf einen 22-jährigen Studenten von der Polizei festgenommen und verhört, wodurch sie ein Spiel gegen Warrington verpassten. Gegen Hardaker wurde keine Strafanzeige erstattet, doch er bekannte sich der Tat schuldig und musste als Folge 200 £ als Entschädigung zahlen und einen Entschuldigungsbrief an den Studenten schreiben. Zudem musste er sich vereinsinternen Disziplinarmaßnahmen unterziehen.